# القحفة (السياني)

تعديل مصدري - تعديل

القحفة محلة تابعة لقرية الخضيراء، التابعة لعزلة عميد الخارج بمديرية السياني إحدى مديريات محافظة إب في الجمهورية اليمنية.، بلغ تعداد سكانها 531 حسب تعداد اليمن لعام 2004.